# Герберт Бакке
Герберт Ернст Бакке (нім. Herbert Ernst Backe) — державний діяч Третього рейху, статс-секретар Імперського міністерства продовольства і сільського господарства (1933—1934), рейхсміністр продовольства і сільського господарства (1942—1943), в. о. (1942—1944), обергруппенфюрер СС (9 листопада 1942 року).

## Життєпис
Народився в родині німецького колоніста — підприємця Альбрехта Бакке, прусського лейтенанта резерву (в 1907 наклав на себе руки). Крім Герберта в родині було ще четверо дітей — його брат і три сестри.
Герберт відвідував німецьку церковну школу, а в 1905 році пішов вчитися в Тіфліську гімназію, але в 1914 році, у зв'язку з початком Першої світової війни змушений був залишити навчання. Через те, що батько Герберта був підданим Німеччини, під час Першої світової війни Бакке в числі інших німців був інтернований до табору на Уралі.
Після звільнення в умовах розпочатої в Росії громадянської війни за посередництва шведського Червоного Хреста Бакке зміг виїхати до Німеччини, де в 1919 році зміг завершити середню освіту і отримати атестат зрілості в Штеркраде. У цей час працював дренажним робітником, робітником на патронному заводі, бухгалтером, щоб утримувати себе, хвору матір, брата і сестер.
У 1920—1923 роках навчався в Геттінгенському університеті за спеціальністю «сільське господарство», в роки навчання працював керуючим маєтком, на різних агрономічних посадах. У 1923—1924 роках був помічником ректора Вищого технічного училища в Ганновері, а з 1928 року орендував у тих краях маєток.

### Політична кар'єра
У 1922 році вступив в СА. 1 лютого 1925 року — у НСДАП (квиток № 22 766), а потім в СС (квиток № 87 882). У 1928 році обраний членом ландтагу Пруссії від НСДАП. Спеціалізувався з аграрної політики.
У 1931—1933 роках Бакке був районним керівником селянської організації НСДАП, відзначився статтями в періодиці, чим привернув до себе увагу Ріхарда Дарре, сприяв в подальшій його кар'єрі. З 1 вересня 1933 року — заступник начальника, а з 21 червня 1935 року — начальник Управління з питань поселення в Головному управлінні СС з питань раси і поселення. Депутат рейхстагу. Одночасно з жовтня 1933 року — статс-секретар Імперського міністерства продовольства і сільського господарства.
У 1934 році виступив із закликом до німецьких селян почати «Битву за продовольство» (Erzeugungsschlacht), з метою домогтися повного забезпечення Німеччини власним продовольством. З 1936 року Бакке одночасно керував питаннями продовольства і сільського господарства в Управлінні по 4-річному плану. У 1937 році став сенатором спільноти кайзера Вільгельма.
З 1941 року — уповноважений особливого штабу «Ольденбург», створеного для організації пограбування окупованих територій СРСР. Один з найближчих помічників Г. Герінга.
23 травня 1942 Гітлер відсторонив Р. В. Дарре від обов'язків рейхсміністра продовольства і сільського господарства і доручив виконувати його обов'язки Бакке. Офіційно призначений рейхсміністром 1 квітня 1944 року, тоді ж замінив Р. В. Дарре на посаді імперського керівника селян. На цих постах робив спроби забезпечити безперебійне постачання Німеччини продовольством. Для цього він спроектував радикальну стратегію голоду, спрямовану проти цивільного населення на окупованих радянських територіях — план Бакке. Брав участь в здійсненні планів Гітлера по германізації окупованих територій СРСР.
Зберіг пост рейхсміністра у фленсбургского уряді Деніца — Шверін-Крозіга.

### Арешт і суд
За свідченням рейхсміністра озброєнь Альберта Шпеєра, Бакке зник з Фленсбурга незадовго до арешту фленсбургского уряду. З чуток, він був заарештований 15 травня 1945 року і доставлений в штаб-квартиру Д. Ейзенхауера.
Передбачалося піддатти Бакке суду Американського військового трибуналу по Справі Вільгельмштрассе, проте він повісився в камері нюрнберзької в'язниці 6 квітня (за іншими даними 7 квітня) 1947 року через побоювання бути виданим Радянському Союзу.

## Звання
- Штурмбаннфюрер СС (1 жовтня 1933)
- Статс-секретар (27 жовтня 1933)
- Оберштурмбаннфюрер СС (4 квітня 1934)
- Штандартенфюрер СС (24 квітня 1934)
- Оберфюрер СС (28 серпня 1934)
- Бригадефюрер СС (1 січня 1935)
- Группенфюрер СС (30 січня 1938)
- Обербефельсляйтер НСДАП (23 травня 1942)
- Обергруппенфюрер СС (9 листопада 1942)
- Рейхсміністр (1 квітня 1944)

## Нагороди
- Німецький Олімпійський знак 1-го класу
- Спортивний знак СА в бронзі
- Медаль «У пам'ять 13 березня 1938 року»
- Медаль «У пам'ять 1 жовтня 1938»
- Хрест Воєнних заслуг 2-го і 1-го класу

### Партійні нагороди
- Знак учасника зльоту СА в Брауншвейзі 1931
- Золотий партійний знак НСДАП (30 січня 1938)
- Медаль «За вислугу років в НСДАП» в бронзі та сріблі (15 років)

### Відзнаки СС
- Цивільний знак СС (№ 45 853)
- Почесний кут старих бійців
- Йольський свічник (16 грудня 1935)
- Кільце «Мертва голова»
- Почесний кинджал СС
- Почесна шпага рейхсфюрера СС
- Медаль «За вислугу років у СС»

### Іноземні нагороди
- Великий офіцер ордена Корони Італії
- Великий офіцер ордена Святих Маврикія та Лазаря (Італія)
- Кавалер Великого хреста ордена «За громадянські заслуги» (Болгарія)
- Командор Великого хреста ордена Лева Фінляндії

### 1930-ті
- Deutscher Bauer, erwache! München: Deutscher Volksverlag, 1931.
- Volk und Wirtschaft im nationalsozialistischen Deutschland. Berlin: Reichsnährstand Verlagsges. m. b. H., 1936.
- Bauerntum und Vierjahresplan. Berlin: Reichsnährstand Verlags-G. m. b. H., 1936.
- 2 Reden anläßlich der ersten Sitzung des Forschungsrates. Neudamm: Neumann, 1936.
- Agrar- und Siedlungspolitik. Berlin: Industrieverl. Spaeth & Linde, [1937].
- Ernährungspolitik und Werbung. [Berlin]: [Der Reichsbauernführer, Verwaltungsamt], [1937].
- Das Ende des Liberalismus in der Wirtschaft. Berlin: Reichsnährstand Verlags-G. m. b. H., 1938.
- Die agrarpolitische Lage. Berlin: Haude & Spener, 1938.

### 1940-ві
- Die europäische Landwirtschaft an der Wende. Berlin: Weicher, 1941.
- La Mission de l'agriculture en Europe: Conférence faite à Paris, le 9 juillet 1941. Corbeil: Crété, 1941.
- Gesetzgebung auf dem Gebiet der Ernährungswirtschaft. München: C.H. Beck, 1941.
- Die russische Getreidewirtschaft als Grundlage der Land- und Volkswirtschaft Rußlands. [s.l.], [1941] (als Ms. gedruckt; випущена обмеженим тиражем для службового використання).
- Die Aufgabe der holländischen Landwirtschaft im Grossraum Europa. Den Haag: [Der Reichskommissar f. d. Besetzten Niederländ. Gebieste], [1941].
- Um die Nahrungsfreiheit Europas. Leipzig: Goldmann, 1942 (перевидання— Kapitalismus und Nahrungsfreiheit. Bad Godesberg, 1957).

Чеська версія
- Bitva o výživu: O soběstačnost Evropy. Praha: Orbis, 1943.

Угорська версія
- Európa élelmezési szabadsága. Lipcse: Goldmann, [1944].

Фінська версія
- Eurooppa omavaraimeksi ravíntoaineisiin nähden. Porvoo: Söderström, 1944.
- Höchstleistungen aus eigener Kraft! [s.l.]: [s.n.], [1944].